# Exit (album de Tangerine Dream)
Pour les articles homonymes, voir Exit et Exit (album).
Albums de Tangerine Dream
Thief
(1981) White Eagle
(1982)
Singles
1. Choronzon
Sortie : 18 septembre 1981[1]

Exit est un album du groupe Tangerine Dream sorti en 1981.

## Liste de titres de l'album
Toutes les chansons sont écrites et composées par Edgar Froese, Christopher Franke et Johannes Schmoelling.
| 1.    | Kiew Mission              | 9:18 |
| 2.    | Pilots of Purple Twilight | 4:19 |
| 3.    | Choronzon                 | 4:07 |
| 4.    | Exit                      | 5:33 |
| 5.    | Network 23                | 4:55 |
| 6.    | Remote Viewing            | 8:20 |
| 36:32 |                           |      |

## Musiciens
- Edgar Froese
- Christopher Franke
- Johannes Schmoelling